# Pietro di Torroja
Pietro di Torroja (in catalano Pere de Torroja; ... – marzo 1184) è stato un vescovo cattolico spagnolo.

## Biografia
Pietro di Torroja nacque in un anno imprecisato della prima metà del XII secolo, probabilmente a Solsona, in Catalogna, feudo della sua famiglia, i signori di Torroja. Il padre, Bernat Ecard de Torroja, era un influente nobile della corte aragonese e garantì posizioni di prestigio ai figli: dei fratelli di Pietro, Guglielmo di Torroja fu arcivescovo di Tarragona, mentre Arnoldo di Torroja fu Gran Maestro dell'Ordine templare.
In quanto figlio cadetto, Pietro fu avviato alla carriera ecclesiastica, entrando come monaco al monastero di Santa Maria di Vilabertrán, di cui fu eletto abate nel 1147. Nel 1152 tuttavia, grazie all'influenza del fratello Guglielmo, fu eletto vescovo di Saragozza. Come vescovo di una delle più importanti città aragonesi, Pietro fu spesso accanto a re Alfonso II d'Aragona coi fratelli Guglielmo e Arnoldo, che nella seconda metà del XII secolo occupavano tutte le principali cariche ecclesiastiche del regno.
Morì nel marzo 1184, solo alcuni mesi prima del fratello Arnoldo (mentre Guglielmo era già morto nel 1174).